# Netiporn Sanesangkhom
Netiporn „Bung“ Sanesangkhom (thailändisch: เนติพร เสน่ห์สังคม; 8. August 1995 – 14. Mai 2024 in Bangkok) war eine thailändische Bürgerrechtlerin. Sie war in ihrem Land für ihren Einsatz für demokratische Reformen und die Abschaffung des Straftatbestandes der Majestätsbeleidigung sowie königlicher Privilegien bekannt. Sie starb 28-jährig in Haft nach einem Hungerstreik.

## Leben und Wirken
Netiporn Sanesangkhom wurde als Tochter eines Richters geboren und hatte eine als Rechtsanwältin tätige Schwester. Schon in ihrer Jugend engagierte sie sich für eine Reihe sozialer und politischer Anliegen. So setzte sie sich für das Recht thailändischer Schüler ein, über ihre Frisuren selbst zu entscheiden, und unterstützte die LGBTQ-Gemeinschaft ihres Landes. Neben ihrem Engagement studierte sie Finanzwissenschaft und arbeitete nebenbei als Englisch-Tutorin. Ihr Lebensweg war stark von ihrem Einsatz für demokratische Reformen und Freiheiten geprägt.
Netiporn Sanesangkhom schloss sich der monarchiekritischen Reformgruppe Thaluwang an, die sich für demokratische Reformen und die Abschaffung der Majestätsbeleidigung als Straftatbestand einsetzt. Die thailändischen Gesetze über Majestätsbeleidigung gehören zu den strengsten ihrer Art auf der Welt und werden oftmals zur Einschüchterung von Kritikern der Monarchie verwendet. Netiporn Sanesangkhom organisierte unter anderem Meinungsumfragen und Demonstrationen gegen königliche Privilegien. Ihre Haltung führte zu mehreren Anklagen wegen Majestätsbeleidigung, die sie wiederholt ins Gefängnis brachten.
Im Jahr 2022 und erneut 2024 trat sie in den Hungerstreik, um auf die Missstände im Justizsystem und die Bedingungen politischer Gefangener aufmerksam zu machen. Ihre letzte Inhaftierung begann am 26. Januar 2024. Trotz einer kurzzeitigen Rückkehr zur Nahrungsaufnahme starb Netiporn Sanesangkhom am 14. Mai 2024 nach einem weiteren Hungerstreik im Gefängnis. Ihr Tod weckte landesweit und international Aufmerksamkeit.